# Protaetia miksici
Protaetia miksici är en skalbaggsart som beskrevs av Ruter 1972. Protaetia miksici ingår i släktet Protaetia och familjen Cetoniidae. Inga underarter finns listade i Catalogue of Life.